# 신경경제학
신경경제학은 뇌의 활동을 관찰하는 것을 통해 인간의 의사 결정 행동에 대한 이해를 높이고자 하는 연구 분야이다.

## 역사
1999년 플래트와 글림셔가 원숭이의 뇌를 관찰하며 발표한 논문과 함께 신경경제학이 시작되었다고 생각된다. 대니얼 카너먼이나 버넌 스미스와 같은 행동경제학 학자들이 신경경제학을 연구했다.